# Оберлига Германии по футболу
Оберлига Германии по футболу (нем. Fußball-Oberliga) — с сезона 2008/09 — пятый уровень в системе футбольных лиг Германии. Оберлига представляет собой чемпионат, разделенный на четырнадцать зон.

## История

### 1945—1963
С 1945 года в оккупационных зонах начали создаваться Оберлиги, среди победителей (а иногда и вторых призёров) определялись чемпионы Германии. Команды советской оккупационной зоны по политическим причинам не принимали в этом участия.

### Чемпионы Оберлиг 1946—1963
| Год  | Север       | Запад               | Юго-Запад             | Юг                   | Берлин                   |
| ---- | ----------- | ------------------- | --------------------- | -------------------- | ------------------------ |
| 1946 | -           | -                   | «Саарбрюккен»         | «Штутгарт»           | «Вильмерсдорф»           |
| 1947 | -           | -                   | «Кайзерслаутерн»      | «Нюрнберг»           | «Шарлоттенбург»          |
| 1948 | «Гамбург»   | «Боруссия» Д        | «Кайзерслаутерн»      | «Нюрнберг»           | «Унион» (Обершёневельде) |
| 1949 | «Гамбург»   | «Боруссия» Д        | «Кайзерслаутерн»      | «Киккерс» (Оффенбах) | Берлинер 92              |
| 1950 | «Гамбург»   | «Боруссия» Д        | «Кайзерслаутерн»      | «Гройтер» (Фюрт)     | Теннис-Боруссия          |
| 1951 | «Гамбург»   | «Шальке 04»         | «Кайзерслаутерн»      | «Нюрнберг»           | Теннис-Боруссия          |
| 1952 | «Гамбург»   | «Рот-Вайсс» (Эссен) | «Саарбрюккен»         | «Штутгарт»           | Теннис-Боруссия          |
| 1953 | «Гамбург»   | «Боруссия» Д        | «Кайзерслаутерн»      | «Айнтрахт» Ф         | Унион 06                 |
| 1954 | Ганновер 96 | «Кёльн»             | «Кайзерслаутерн»      | «Штутгарт»           | Берлинер 92              |
| 1955 | «Гамбург»   | «Рот-Вайсс» (Эссен) | «Кайзерслаутерн»      | «Киккерс» (Оффенбах) | Виктория 1889            |
| 1956 | «Гамбург»   | «Боруссия» Д        | «Кайзерслаутерн»      | «Карлсруэ»           | Виктория 1889            |
| 1957 | «Гамбург»   | «Боруссия» Д        | «Кайзерслаутерн»      | «Нюрнберг»           | «Герта»                  |
| 1958 | «Гамбург»   | «Шальке 04»         | ФК «Пирмазенс»        | «Карлсруэ»           | Теннис-Боруссия          |
| 1959 | «Гамбург»   | «Вестфалия» (Херне) | ФК «Пирмазенс»        | «Айнтрахт» Ф         | Тасмания 1900            |
| 1960 | «Гамбург»   | «Кёльн»             | ФК «Пирмазенс»        | «Карлсруэ»           | Тасмания 1900            |
| 1961 | «Гамбург»   | «Кёльн»             | «Саарбрюккен»         | «Нюрнберг»           | «Герта»                  |
| 1962 | «Гамбург»   | «Кёльн»             | «Боруссия» Нойнкирхен | «Нюрнберг»           | Тасмания 1900            |
| 1963 | «Гамбург»   | «Кёльн»             | «Кайзерслаутерн»      | Мюнхен 1860          | «Герта»                  |

### 1974—1994 Третья лига
Оберлига была восстановлена в 1974 году в Северной Германии, как третья лига после Первой и Второй Бундеслиг. В других регионах любительская лига существовала ещё четыре года, и в 1978 году Оберлига стала высшей любительской лигой, каковой оставалась до 1994 года. После глобальной реформы немецкого футбола в 1991 году случился курьёз. Клуб, выступающий в одной из Оберлиг, называющийся «Шталь» (Айзенхюттенштадт) принял участие в Кубке обладателей кубков, так как проиграл в финале последнему чемпиону ГДР «Ганзе», а та квалифицировалась в Лигу Чемпионов.

### 1994—2008 Четвёртая лига
В 1994 году с введением Региональной лиги Оберлига стала второй любительской и четвёртой немецкой лигой.

### 2008—н.в.Пятая лига
В 2008 с основанием третьей лиги Оберлига стала пятой немецкой лигой.

## Оберлиги с сезона 2012/13

### Баварская лига
Баварская футбольная лига (нем. Fußball-Bayernliga) — наивысшая футбольная лига федеральной земли Бавария. Управляется Баварским футбольным союзом (нем. Bayerischer Fußball-Verband). Подразделяется на две зоны:

### Бремен-Лига
Бремен-Лига (нем. Bremen-Liga) — наивысшая футбольная лига города-государства и федеральной земли Бремена.

### Оберлига Шлезвиг-Гольштейн
Шлезвиг-Гольштейн-Лига (нем. Oberliga Schleswig-Holstein) — наивысшая футбольная лига федеральной земли Шлезвиг-Гольштейн.